# Media Control Charts
Званичне музичке листе у Немачкој скупља и објављује компанија Media Control GfK International у име Bundesverband Musikindustrie (Савезно Удружење фонографска индустрије). Media Control GfK International је сакупљач седмичних Топ-100 сингл/албум, Компилације, Џез Топ-30, Класична дела Топ-20, Schlager Longplay Топ-20,Music-DVD Top-20 и official-Dance (ODC) Топ-50 листа.
Званичне листе у Немачкој су представљене од стране разних компанија које издају листе на недељном нивоу, на мрежи или на телевизији. Један пример би био музички канал VIVA који је основан у 1993. Друга два примера би била MusicLoad и  од којих су оба мрежна удружења која постављају скоро све листе на недељној основи објављена од стране Media Control GfK International. Целокупна серија званичних листа; међутим, приказано је на мрежи предузећа под називом Charts.de која је филијала Media Control GfK International-у.